# Cuba di Santa Domenica
La cosiddetta cuba di Santa Domenica è una cappella rurale situata nelle campagne presso Castiglione di Sicilia, a non molta distanza dal fiume Alcantara. Frettolosamente attribuita ai Bizantini ed erroneamente associata al monachesimo basiliano, per tutto il XX secolo se ne era fantasticata una datazione compresa tra il VII secolo ed il IX secolo, ma una accurata osservazione della tecnica edilizia, della composizione spaziale, strutturale e concettuale, unitamente all'analisi del contesto territoriale concede una più opportuna e ragionevole collocazione temporale al periodo storico compreso tra la dominazione islamica e quella normanna, ossia tra il X e l'XI secolo.
Quale che fosse la sua origine, per la sua unicità, per antichità e bellezza l'edificio è stato dichiarato monumento nazionale dal 31 agosto del 1909 grazie allo studio del rudere effettuato da Sebastiano Agati.

## Descrizione
Chiamata anche 'a cubula dai locali, della cuba di Santa Domenica si è a lungo pensato che fosse la più importante cuba bizantina presente in Sicilia. Tuttavia la vicinanza strutturale e concettuale con la chiesa dei Santi Pietro e Paolo d'Agrò fa oggi ritenere che l'edificio sia una riduzione nel quadrato dell'impianto basilicale, ipotesi avvalorata dalla presenza di tre navate, un transetto e cappellone absidale costituenti la tipica forma a tau delle chiese longitudinali, secondo il rito latino, di fatto comunque costituente un unicum non associabile ad alcuna tipologia architettonica ben definita, come buona parte degli edifici di culto di età medioevale presenti lungo la Valle dell'Alcantara.
Il materiale con cui è costruita la chiesa è vario: roccia calcarea e metamorfica, blocchi lavici, malta e materiali in cotto. Internamente doveva essere ricca di affreschi di gusto bizantino, oggi perduti. Il tetto e la pavimentazione sarebbero stati in cotto.
L'edificio, rigidamente geometrico, è basato su forme essenzialmente cubiche, in cui sono racchiusi gli elementi tipici delle strutture longitudinali. Così Santa Domenica si presenta a croce latina con pianta quadrata, cupola e un'abside, la cui luce proviene da ha una bifora rivolta verso est, affinché la luce della luna piena, entrando durante la veglia pasquale attraverso l'apertura nell'edificio, desse inizio alla Pasqua.
La facciata a due ordini si presenta tripartita, con un corpo centrale maggiore, il cui odierno aspetto piano è frutto del restauro operato nel 1959, mentre i due lati sono più bassi e chiusi a spiovente. Due possenti contrafforti animano il primo ordine, su cui si apre il portale d'accesso al corpo centrale. Secondo alcuni accertamenti, la facciata sarebbe stata preceduta da un portico o nartece per penitenti e catecumeni, e i contrafforti sarebbero quindi quanto resta di esso.
Il portale centrale presenta una tipologia edilizia arcaica, detta a «testa di chiodo», la cui lunetta venne murata in antico. Un altro ingresso di medesima fattura, ma di più ridotte misure, si apre per l'accesso alla navata settentrionale. Nel secondo ordine della facciata si apriva una trifora romanica di dimensioni considerevoli, ingentilita da una regolare alternanza tra pietra lavica, mattoni in laterizio e pietra calcarea della medesima fattura della bifora aperta sul cappellone orientale. Verosimilmente, gli archetti della trifora erano retti da due esili fusti di colonnine, perdute in tempi ignoti. Quella di sinistra dovette spezzarsi in antico, come dimostra un muretto troncoconico che altera la percezione dell'apertura originale, su cui rimangono i resti di un basamento per reggere la colonna ridottasi in altezza quasi della metà. Le navate laterali ricevevano luce da due monofore piuttosto semplici e rozzamente realizzate.
Gli ambienti interni si sviluppano intorno ad un unico corpo cubico quasi centrale, chiuso da una volta a pseudo-muqarnas, sostenuta da un intreccio di vele, antesignano o ispirato alle volte dell'architettura islamica. Tale volta (coperta da minime tracce degli intonaci originali, che ne evidenziano le forme) potrebbe aver giustificato il nome locale di cubula (forse, dal latino medioevale cupula, botticella). Innestata su un corpo quadrangolare addossato alla facciata sul lato ovest, è sostenuta da due possenti pilastri sul lato opposto con capitello a modanatura semplice (toro) pseudo-tuscanico. Lungo le pareti laterali si aprono due archi retti al centro da un pilastro, chiuso dal consueto capitello, comunicanti con le navate laterali. Queste sono costituite da tre campate per nave, con copertura a volta a crociera, disposte irregolarmente rispetto agli archi di connessione al corpo quadrangolare.
A est si dispone un transetto tripartito, il cui corpo centrale è isolato visivamente attraverso due possenti archi che sostengono una campata trapezoidale con copertura a crociera, mentre i corpi laterali, più bassi, sono chiusi da un semplice soffitto a botte. Il corpo centrale del transetto (più alto delle navate laterali, ma più basso del cappellone centrale) è illuminato da due monofore nei lati nord e sud, mentre a est da una lunetta ribassata, molto simile alle finestre presenti nella cuba di Malvagna o nella Cappella Bonajuto di Catania. Vi si addossa il cappellone dell'unica abside a est. Nello spessore murario delle pareti nord e sud del transetto sono ricavate rispettivamente due piccole nicchie a circa un metro da terra, con evidente funzione di altari laterali.
Dopo anni di degrado, la chiesa è stata oggetto di restauro in diverse campagne. Dopo i restauri della fine degli anni novanta del Novecento, sono stati rinvenuti due scheletri di incerta datazione, che farebbero supporre la presenza di un attiguo cimitero rurale, certamente relativo ad una modesta comunità presente nel territorio.

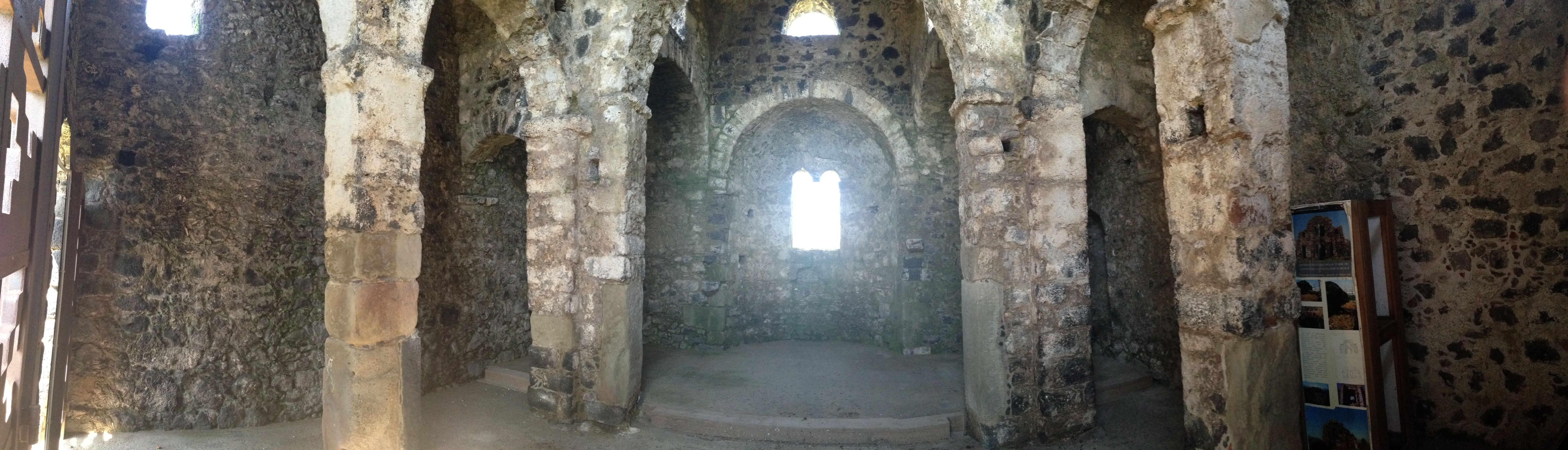
Interno